# 大崎篤
大崎 篤（おおさき あつし 、1962年4月19日 - ）は、日本の実業家。SUBARU代表取締役社長CEO（最高経営責任者）。

## 人物
東京都出身。
子供のころからモノづくりが好きで、クルマ好き。それが大学院研究室での富士重工業からのエンジンの委託研究につながり、富士重工業の門をたたくことになった。社長就任の記者会見では「とにかく現場に足を運び、自分の目で判断したい。部下からすると面倒くさいやつだ」と発言し、現場好きを強調した。趣味はグルメ巡りで、特にスバル研究実験センターのある栃木県佐野市のご当地グルメ「佐野ラーメン」の食べ歩きを楽しんでいる。

## 学歴
- 1988年　東京農工大学大学院工学研究科修了。

## 職歴
- 1988年4月　富士重工業（のちのSUBARU）入社。
  - 10年余り東京・三鷹市にある東京事業所でパワーユニット(エンジンやトランスミッション)の開発に携わった後、会社を休職し、８年間労働組合の専従役員を務めた[2]。
- 2007年4月　スバル商品企画本部プロジェクトゼネラルマネージャー（PGM）。
  - トヨタ自動車が製造・販売していたラクティスの姉妹車(OEM)であるトレジアやダイハツ車のOEMとなる前の、スバル自社製の最後のサンバーやステラなどをPGMとして手がけた[1]。
- 2011年6月　スバル技術本部技術管理部長。
- 2013年4月　スバル品質保証本部品質保証部長。
- 2015年4月　スバル品質保証本部副本部長兼品質保証部長。
- 2016年4月　執行役員スバル品質保証本部副本部長。
- 2017年4月　執行役員品質保証本部長。
  - 2017年10月に発覚した完成検査に関わる不適切事案の対応においては、本事案の調査、各種対応策や再発防止策の策定と実行、国土交通省への報告等に奔走し、問題の起因となった社内の「組織風土改革」や「品質改革」を強力に推し進めた[3]。
- 2018年4月　常務執行役員CQO（最高品質責任者）品質保証本部長。
- 2019年1月　常務執行役員CQO（最高品質責任者）品質保証本部長兼カスタマーサービス本部長。
- 2019年4月　専務執行役員CQO（最高品質責任者）品質保証本部長。
- 2020年4月　専務執行役員CQO（最高品質責任者）品質保証本部長兼品質保証統括室長。
- 2021年4月　専務執行役員製造本部長。
- 2021年6月　取締役専務執行役員製造本部長。
- 2023年4月　取締役専務執行役員。
- 2023年6月　代表取締役社長CEO（最高経営責任者）[4][5]、日本自動車工業会理事[6]。